# Église Saint-Ignace de Coesfeld
Pour les articles homonymes, voir Église Saint-Ignace.
L'église Saint-Ignace (ou simplement église des Jésuites) est un édifice religieux protestant de Coesfeld en Allemagne. Construite en 1673 par les jésuites et dédiée à saint Ignace de Loyola, leur fondateur, l'église est devenue église simultanée après la dispersion des jésuites. Aujourd'hui elle est lieu de culte de la communauté luthérienne évangélique de Coesfeld.

## Historique
Les Jésuites arrivent à Coesfeld au début du XVIIe siècle en pleine Contre-Réforme, pour y construire un collège, le Collegium Nepomucenum (d'après saint Népomucène de Prague). Lorsque les Hessois assiègent la ville pendant la guerre de Trente Ans, les jésuites ont le droit de demeurer en ville et de poursuivre leurs tâches éducatives au collège. Mais ils en sont chassés en novembre 1633 et ne retournent à Coesfeld qu'après la défaite des Hessois. 
Les travaux de construction du collège commencent en 1627-1633. Les pères jésuites utilisent provisoirement l'église du Saint-Esprit pour leurs offices religieux. C'est en mai 1673 que la première pierre de l'église du collège est posée par le prince-évêque Christoph Bernhard von Galen. Le maître d'œuvre est le frère jésuite Anton Hülse, auteur de l'église des Jésuites de Paderborn. Les plans sont de Peter Pictorius. La toiture est terminée en 1688, les voûtes du chœur en 1691. La première célébration eucharistique a lieu le jeudi de l'Ascension 1694. La décoration intérieure n'est terminée qu'en 1710. Il y avait à cette époque jusqu'à dix-sept offices religieux célébrés chaque jour en l'église Saint-Ignace (messes privées des pères jésuites, messes des élèves, messes de la Compagnie, messes d'actions de grâces de diverses sodalités, fraternités et associations pieuses, etc.)
La Compagnie de Jésus est supprimée en 1773 et leur collège est sécularisé. Le recès d'Empire de 1803 met fin à la souveraineté du prince-évêque et Coesfeld entre dans le territoire du comte du Rhin et de Salm-Grumbach, de confession luthérienne. Celui-ci exige que des services protestants soient tenus dans l'église. La communauté luthérienne n'excède pas alors une trentaine de personnes. L'église devient donc une église simultanée car les offices catholiques continuent à y être célébrés pour les élèves du collège.
Au début du XIXe siècle, l'église est dans un état pitoyable avec des vitraux cassés et des éboulis. Après que Coesfeld, comme toute la Westphalie, tombe aux mains de la Prusse à la fin des guerres napoléoniennes, la communauté protestante s'agrandit avec ses fonctionnaires et ses militaires. Ce régime simultané (offices protestants et catholiques célébrés dans le même édifice) dure jusqu'en 1969, date à laquelle l'église passe aux évangéliques qui n'avaient pas les moyens à l'époque de se faire construire leur église. Les catholiques se réunissent pour leurs célébrations religieuses dans l'église paroissiale Saint-Lambert juste à côté.
L'église, ainsi que les bâtiments du collège, sont très fortement endommagés par les bombardements aériens des alliés en mars 1945, puis par une inondation en 1946. Les pertes sont irréparables. La décoration intérieure (autels, tableaux, sculptures, mobilier) est gravement endommagée. 
Une façade à l'identique est reconstruite plus tard. Un retable ayant appartenu à l'ancienne église des franciscains de Soest est installé à la place de l'ancien maître-autel. L'ancien collège (hôpital militaire pendant la guerre) est transformé en partie en hôtel après sa reconstruction, puis vendu en 1951. Il abrite aujourd'hui les services municipaux de la ville de Coesfeld.

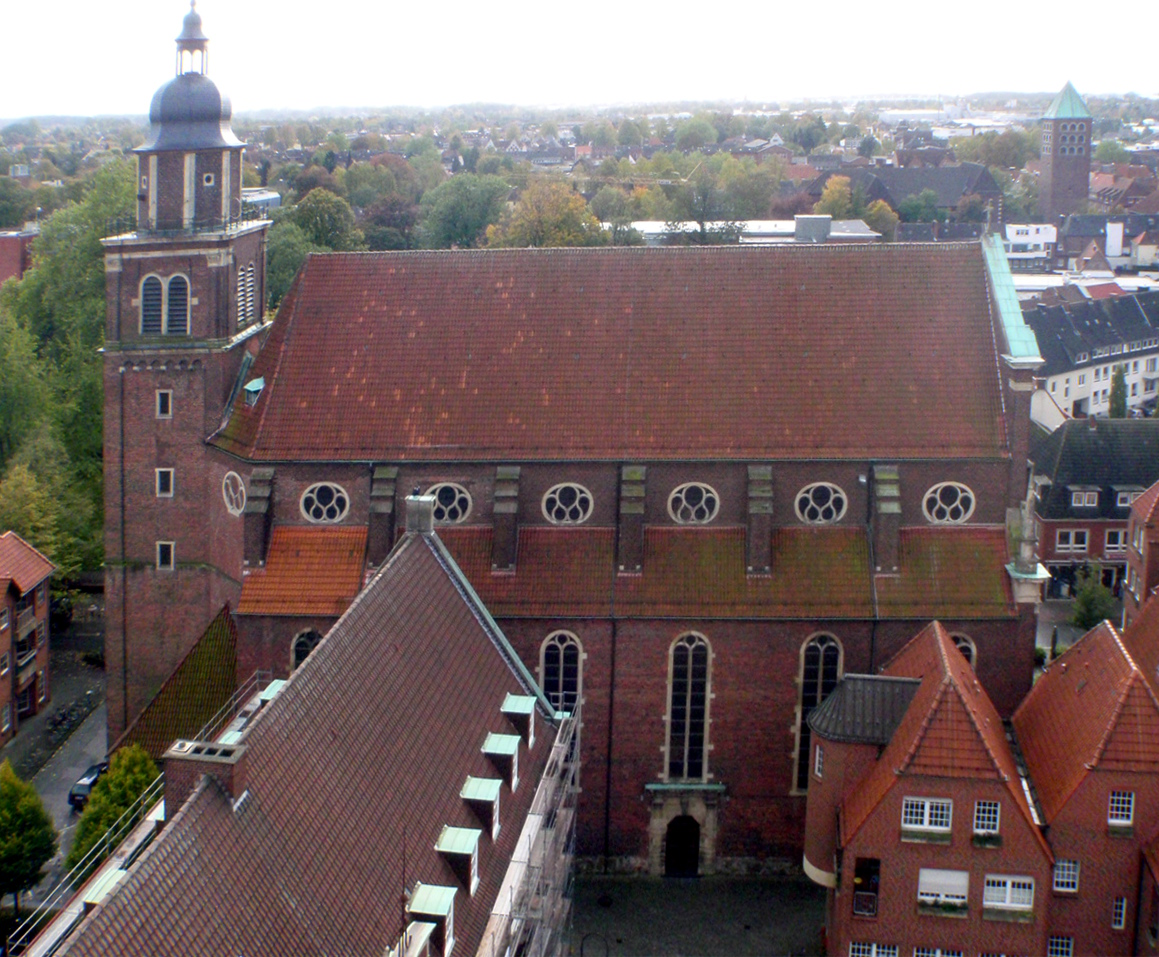
Vue latérale de l'église, à partir du clocher de l'église Saint-Lambert.